# Струнний квартет № 5 (Джонстон)
Струнний квартет № 5 — музичний твір американського композитора Бена Джонстона, написаний 1979 року.
Струнний квартет № 5 написано на замовлення Конкорд-квартету. Його прем'єру було заплановано на 1976 рік, проте композитор не встиг виконати замовлення вчасно, закінчивши роботу лише 1979 року. В цей час, своєю чергою, Конкорд-квартет не зміг вивчити та виконати його. 1982 року розглядалась можливість його прем'єри у виконанні Кронос-квартету на фестивалі New Music America, але і цього не відбулося. Лише коли 1983 року в Чикаго проходив концерт музики Бена Джонстона, композитор звернувся до Конкорд-квартету із проханням дозволити його виконання іншому колективу — Тремонт-квартету, а замість нього пообіцяв (і пізніше написав) новий, Сьомий квартет. Прем'єра П'ятого квартету відбулася 16 грудня 1983 року в чиказькому виставковому центрі Arts Club.
Презентуючи свою нову роботу, Бен Джонстон описав її як набір варіацій на тему аппалацького гімну «Lonesome Valley»; це споріднює його із попереднім, Четвертим струнним квартетом, який складався з варіацій на тему іншої композиції, християнського гімну «Amazing Grace». Джонстон порівнював свій твір із симфонічною поемою Клода Дебюссі Prélude à l'après-midi d'un faune, бо його форма, хоч і містила лише одну частину, демонструвала розвиток тематичних ідей, заснованих на тому ж самому базовому матеріалі, але із різним темпом та ритмом. Окрім цього, як і попередні твори Джонстона, П'ятий квартет був мікроінтервальним, написаним не у рівномірно-темперованому, а в «розширеному чистому строї», із використанням інтервалів, заснованих на обертонах до шістнадцятого порядку. Схильність до використання мікроінтервалів стала наслідком учнівства Джонстона у Гаррі Парча, але на відміну від вчителя, Джонстон використовував обертони ще більших порядків, а також активно використовував модуляції.
У монографії, присвяченій творчості Бена Джонстона, музикознавиця Хайді фон Гунден описала шість різних систем настроювання, які використовував Джонстон у квартеті. Хоча основна мелодія оригінального твору побудована на пентатоніці, Джонстон настроював базові інтервали у шість різних способів за допомогою різних «решіток», побудованих навколо обертонів різних порядків (або за допомогою інтервалів, що виражаються співвідношеннями різних наборів простих чисел). Окрім цього, твір містить численні метричні модуляції. На думку фон Гунден, П'ятий квартет став найскладнішим з усіх творів Джонстона, написаних протягом 1970-х років.
Ноти твору вийшли у видавництві Smith Publications 1985 року. 2011 року запис п'ятого квартету Джонстона, разом із першим та десятим струнними квартетами, вийшов на альбомі ансамблю Kepler Quartet  Ben Johnston: String Quartets nos. 1, 5, & 10 на лейблі New World Records.